# Frischhaltedose

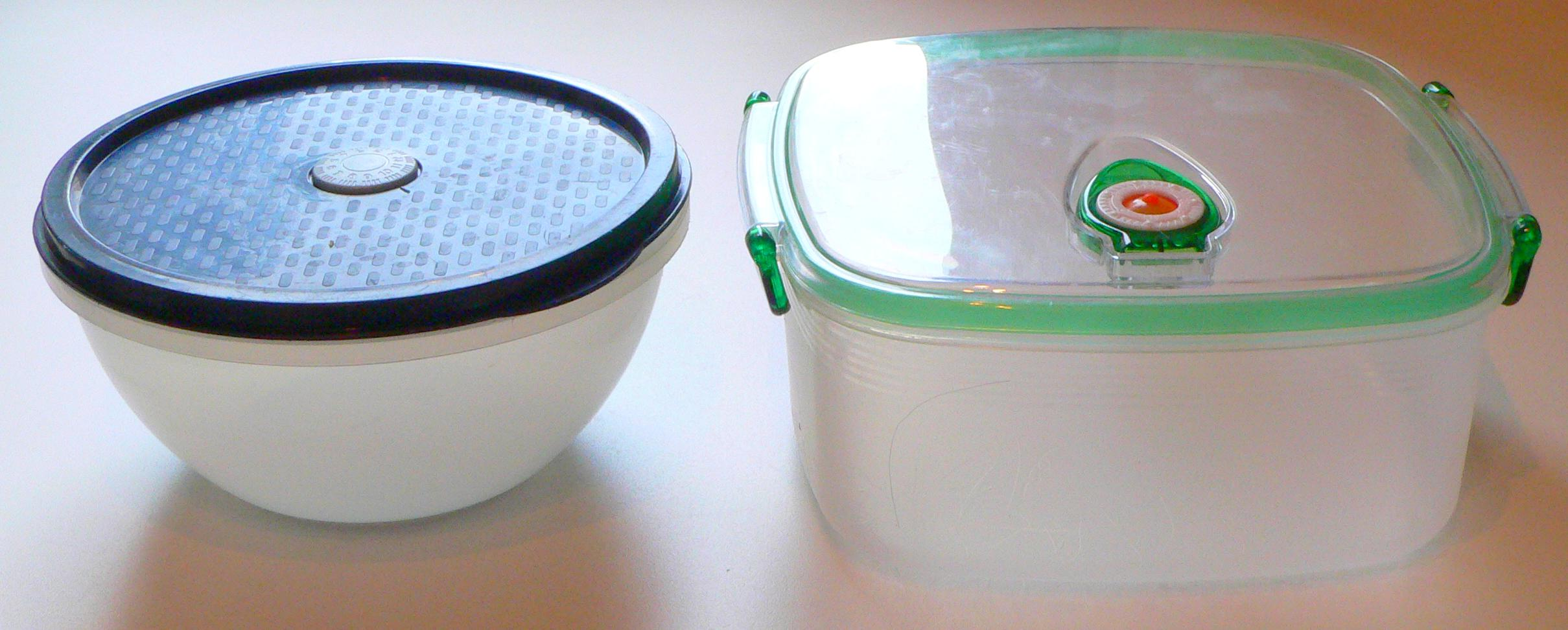
Frischhaltedosen

In Frischhaltedosen aufbewahrte Lebensmittel sollen vor Umwelteinflüssen geschützt werden und so länger frisch bleiben, als es außerhalb der Dose der Fall wäre. Die aus Kunststoff oder anderen Materialien bestehenden und mit Deckeln verschließbaren Behälter gibt es heutzutage in allen denkbaren Formen und Farben.
Earl Silas Tupper setzte als erster Kunststoff im Küchensektor ein und ist Gründer der wohl bekanntesten Frischhaltedosen von Tupperware.